# 國軍臺中總醫院

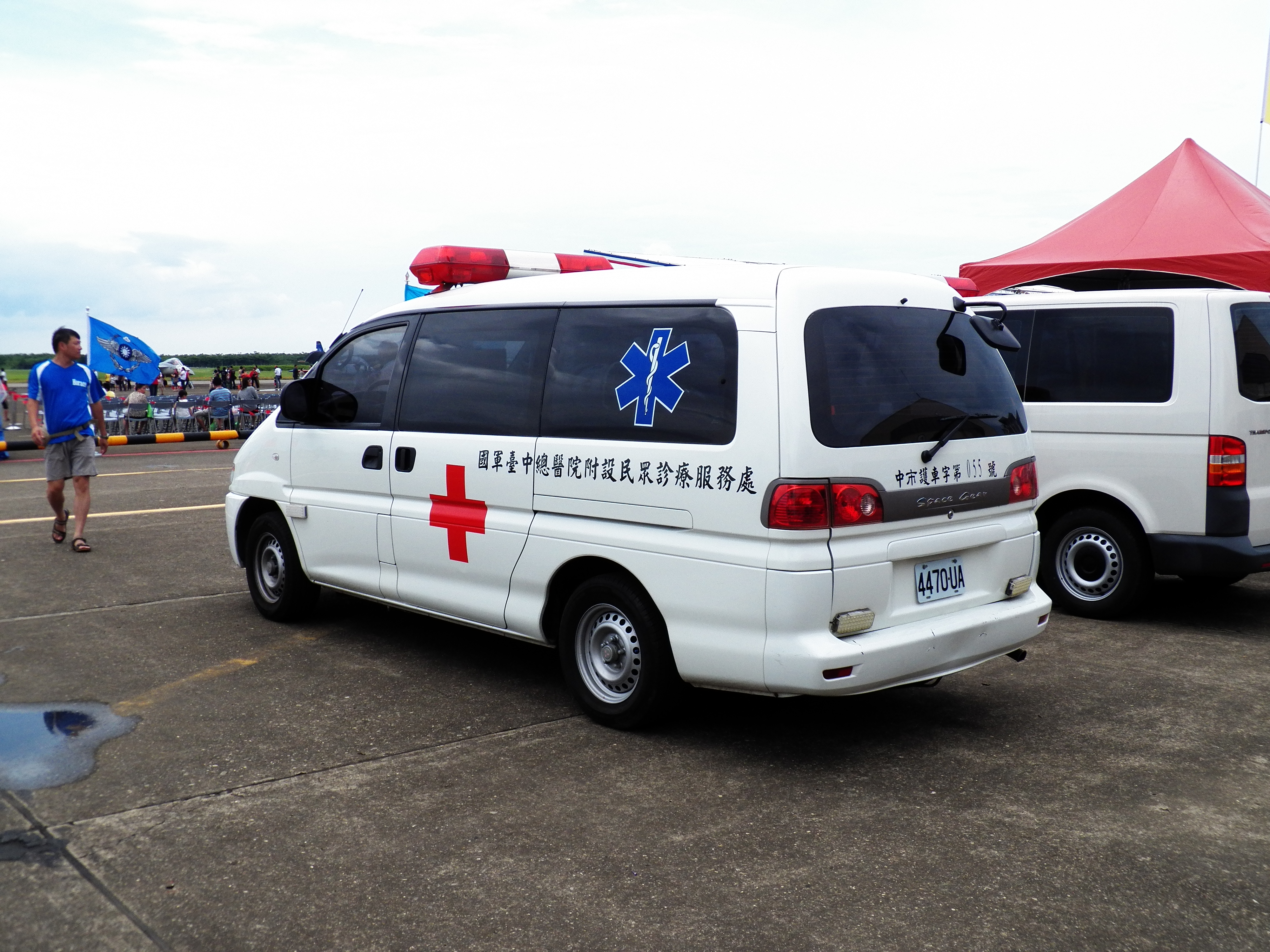
國軍臺中總醫院附設民眾診療服務處救護車

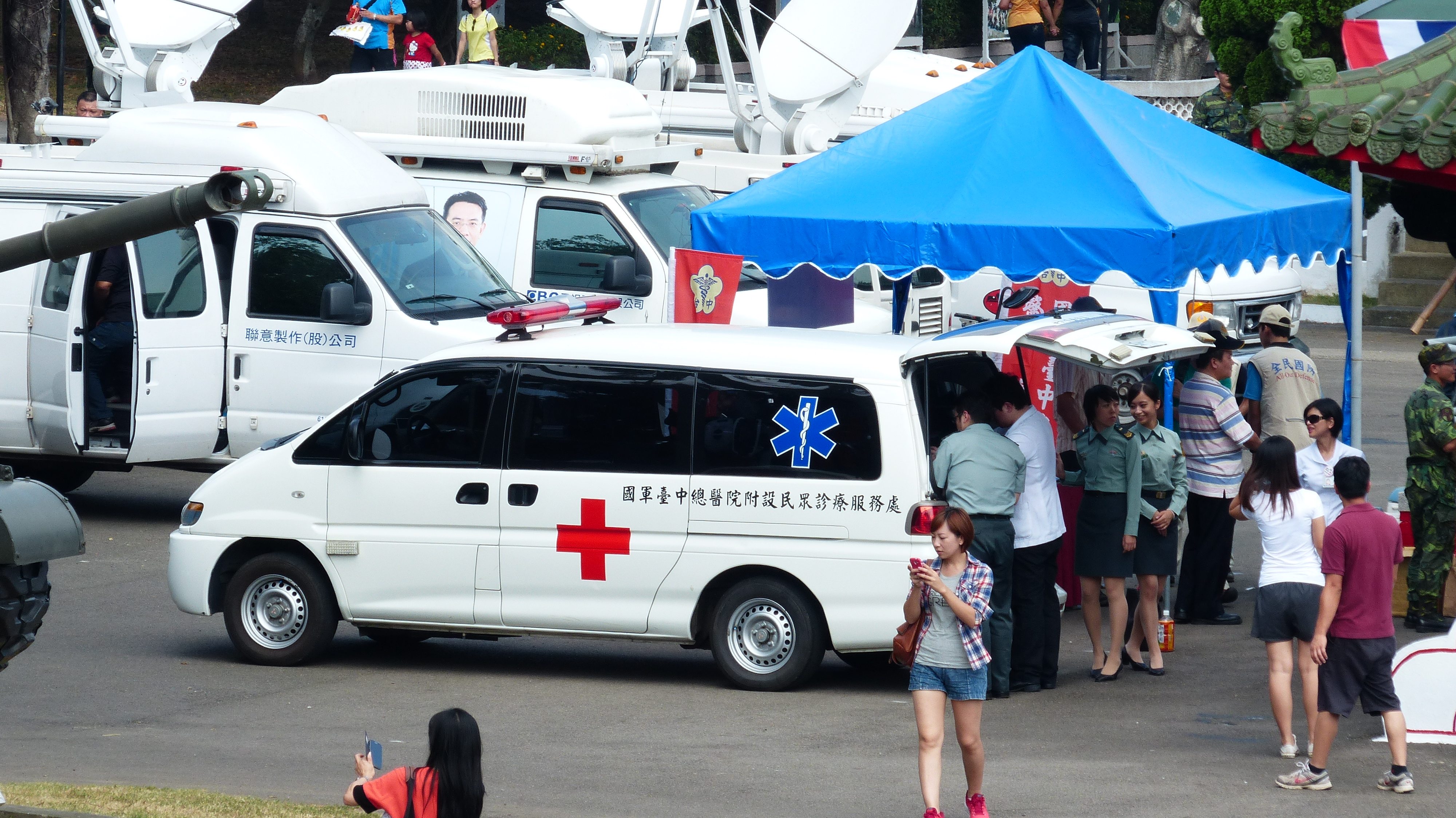
國軍臺中總醫院附設民眾診療服務處救護車

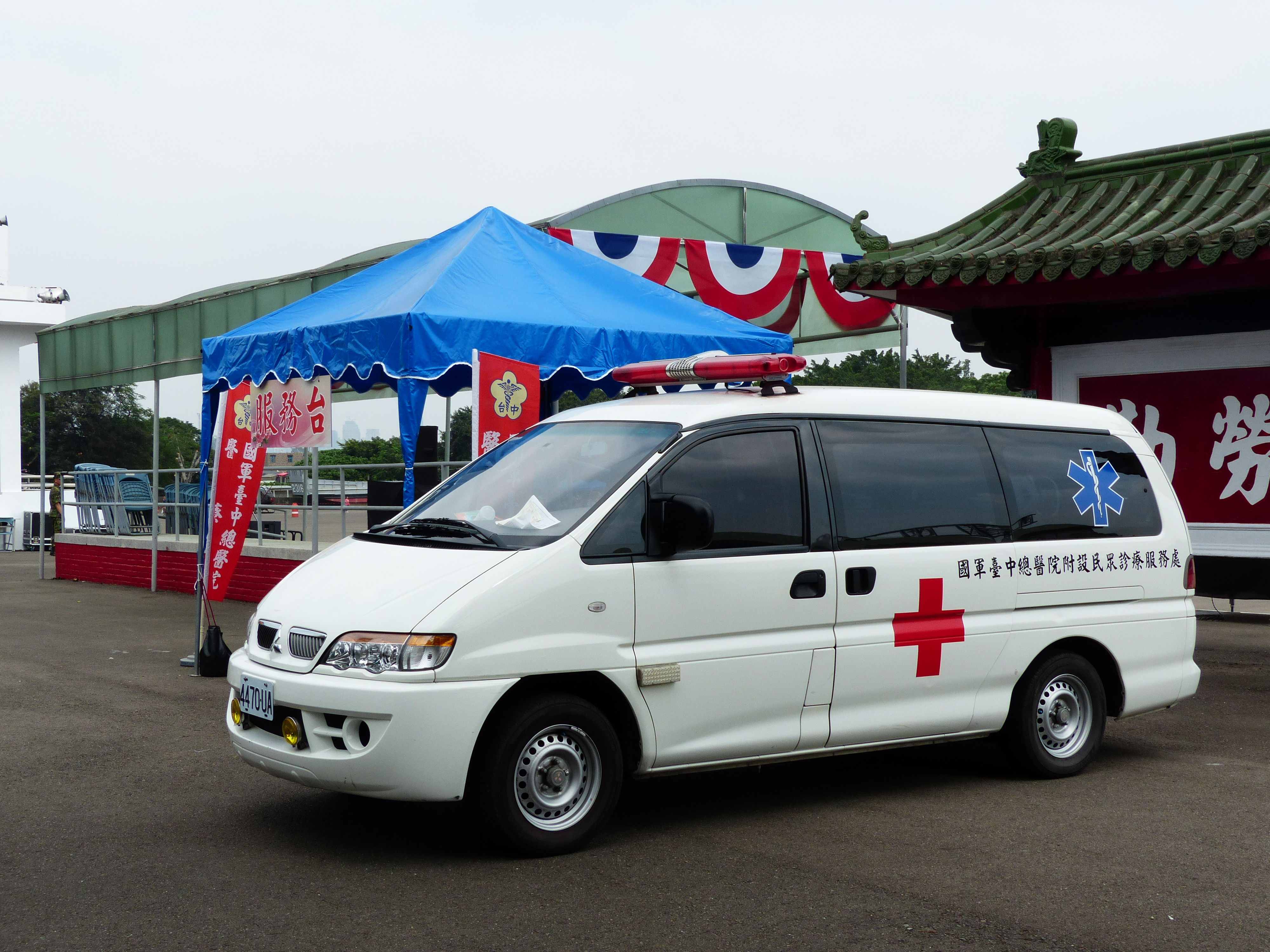
國軍臺中總醫院附設民眾診療服務處救護車

國軍臺中總醫院（本院前身陸軍第八○三總醫院，中清院區前身臺中空軍醫院）是中華民國國防部設在臺中市的國軍醫療機構，是一所隸屬於軍醫局的區域醫院暨乙類教學醫院。除對軍職人員及其眷屬提供醫療服務和因應國防和軍事需求的醫學研究活動外，也以「國軍臺中總醫院附設民眾診療服務處」的名義，對一般大眾提供醫療服務。
國軍臺中總醫院，除了太平區的本院之外，還轄有中清院區以及協助經營成功嶺診所、成功嶺牙醫診所。

## 歷史

### 本院
- 1946年，在山東省青島市成立「聯勤一○四後方醫院」。
- 1949年，因國共內戰遷移至福建省福州市，並更名為「聯勤第六總醫院」。同年又撤至臺灣省澎湖縣，再改為「國防部陸海空第八總醫院」。
- 1950年，遷移至臺中市北屯區，改為「聯勤總司令部陸海空第三總醫院」。
- 1952年，改為「聯勤總司令部第三總醫院」。
- 1955年，因改隸屬陸軍而更名為「陸軍第三總醫院」。
- 1960年，改編為「陸軍第八○三總醫院」。
- 1980年，再遷至現址臺中市太平區。
- 1995年，改編為「國軍第八○三總醫院」。
- 1998年，因精實案而整編為「國軍臺中總醫院」，並改隸屬國防部軍醫局。

### 中清院區
- 1946年，在北平成立「北平空軍醫院」。
- 1948年12月，因國共內戰而遷至臺灣省臺中市北區。
- 1949年1月16日，與台灣空軍療養所合併為「臺中空軍醫院」。
- 1986年，國防部為健全國軍醫療體系實施三軍醫療單位統一編制，改編為「國軍第八一六醫院」。
- 1998年7月1日，精實案併入國軍臺中總醫院後改為「國軍臺中總醫院中清院區」。

## 歷任院長
| 姓名（軍種）                    | 就職           | 卸任           |
| ------------------------------- | -------------- | -------------- |
| 朱季玉（陸軍）                  | 1946年4月1日   | 1947年2月1日   |
| 劉佐才（陸軍）                  | 1947年2月1日   | 1947年11月30日 |
| 高襈英（陸軍）                  | 1947年12月1日  | 1948年4月30日  |
| 王維（陸軍）                    | 1948年5月1日   | 1955年1月1日   |
| 朱季玉（陸軍）                  | 1955年4月3日   | 1956年10月31日 |
| 徐佐周（陸軍）                  | 1956年11月1日  | 1961年9月11日  |
| 劉惟（陸軍）                    | 1962年1月16日  | 1965年11月15日 |
| 郭仲符（陸軍）                  | 1965年11月16日 | 1969年4月30日  |
| 王繼長（陸軍）                  | 1969年6月1日   | 1970年6月30日  |
| 李應午（陸軍）                  | 1970年7月1日   | 1972年6月1日   |
| 曾志堅（陸軍）                  | 1972年7月1日   | 1976年2月15日  |
| 梅甲新（陸軍）                  | 1976年2月16日  | 1978年2月28日  |
| 牛常齡（陸軍）                  | 1978年3月1日   | 1980年3月1日   |
| 李景藩（陸軍）                  | 1980年5月1日   | 1981年11月30日 |
| 董潤萱（陸軍）                  | 1981年12月1日  | 1983年10月31日 |
| 孫葵功（陸軍）                  | 1983年11月1日  | 1985年9月15日  |
| 何振東（陸軍）                  | 1985年9月16日  | 1988年4月15日  |
| 譚開元（陸軍）                  | 1988年4月16日  | 1989年9月30日  |
| 李偉政（陸軍）                  | 1989年10月1日  | 1992年6月30日  |
| 梁鉑鈴（陸軍）                  | 1992年7月1日   | 1994年6月30日  |
| 吳國良（陸軍）                  | 1994年7月1日   | 1996年12月31日 |
| 馬文萱（空軍）                  | 1997年1月1日   | 2003年3月31日  |
| 孟繁崗（陸軍）                  | 2003年4月1日   | 2005年5月31日  |
| 呂立群（空軍）                  | 2005年6月1日   | 2007年8月31日  |
| 鄭志承（空軍）                  | 2007年9月1日   | 2009年2月1日   |
| 王德芳（空軍）                  | 2009年2月1日   | 2010年6月30日  |
| 郭泰宏（海軍）                  | 2010年7月1日   | 2011年8月16日  |
| 李世強（海軍軍醫少將）          | 2011年8月16日  | 2013年5月16日  |
| 郭武憲（陸軍少將）              | 2013年5月16日  | 2014年2月28日  |
| 羅慶徽（陸軍軍醫上校→陸軍少將） | 2014年3月1日   | 2016年1月15日  |
| 張宏（陸軍軍醫上校→陸軍少將）   | 2016年1月16日  | 2017年9月30日  |
| 王智弘（陸軍少將）              | 2017年10月1日  | 2020年7月31日  |
| 洪恭誠（陸軍軍醫上校→陸軍少將） | 2020年8月1日   | 2023年6月30日  |
| 陳盈凱（海軍軍醫上校→海軍少將） | 2023年7月1日   | 2024年7月31日  |
| 施宇隆（陸軍少將）              | 2024年8月1日   | 現任           |

- 最後更新：2024年8月2日[1]

## 組織編制
院本部下設醫品會等21個委員會、政戰主任（監察及政戰）。分設民診處（公關室、健保申報組）、主計室（國防預算組、醫療作業基金組）、衛保室（醫療裝備組、藥品衛材組）、心理衛生室（社會工作組、心理衛生工作組）、勤務隊、醫務企劃管理室（資管組、醫品組、教研組、行政組、醫勤組、衛勤整備組）、巡迴X光室、巡迴醫療室、血庫室、醫療部（6部32科）、中清院區、成功嶺門診部等單位。

## 交通
臺中市公車
直達本院「國軍臺中總醫院」站
- 台中客運：15、41
- 中鹿客運：74
- 國光客運：86
- 統聯客運：241
- 總達客運：246（含延）
- 豐原客運：287
- 全航客運：249（含延）
- 中台灣客運：956（含副）

周邊站位
- 豐原客運：51於「大興一街口」下車，然後步行約500公尺即可抵達。
- 統聯客運：85於「大興一街口」下車，然後步行約500公尺即可抵達。

註：86路唯一總院及中清分院皆有到達的路線。

### 腳註
1. ↑  . 國軍臺中總醫院. 2020年8月7日  [2020年8月25日]. （原始内容存档于2020年8月7日） （中文（臺灣））.

### 文獻
- 涂鉅旻. . 新頭殼. 2013年4月14日  [2020-09-25]. （原始内容存档于2020-11-23） （中文（臺灣））.
- . 自由. 2014年9月27日  [2020年9月25日]. （原始内容存档于2020年12月1日） （中文（臺灣））.
- 俞泊霖. . 自由. 2014年9月27日  [2020年9月25日]. （原始内容存档于2020年12月1日） （中文（臺灣））.
- 梁貽婷. . 中時. 2015年2月28日  [2020年9月26日]. （原始内容存档于2020年11月30日） （中文（臺灣））.
- 黃寅. . 聯合. 2016年9月7日  [2020年9月26日]. （原始内容存档于2020年11月25日） （中文（臺灣））.
- 陳宏睿. . 聯合. 2016年10月19日  [2020年9月26日]. （原始内容存档于2020年11月25日） （中文（臺灣））.
- 廖志晃. . 中時. 2016年12月13日  [2020年9月26日]. （原始内容存档于2020年11月29日） （中文（臺灣））.
- 張妍溱. . 中時. 2017年3月31日  [2020年9月13日]. （原始内容存档于2020年11月29日） （中文（臺灣））.
- 蘇金鳳. . 自由. 2018年4月3日 （中文（臺灣））.
- 蕭博文. . 中央社. 2018年6月26日  [2020年9月13日]. （原始内容存档于2020年11月27日） （中文（臺灣））.
- 林欣儀、王文吉、張妍溱. . 中時. 2018年9月6日  [2020年9月13日]. （原始内容存档于2020年11月29日） （中文（臺灣））.
- 陳鴻謙. . 今日. 2018年12月13日 （中文（臺灣））.
- 吳亮儀. . 自由. 2019年1月2日 （中文（臺灣））.
- 黃寅. . 聯合. 2019年12月27日  [2020年9月13日]. （原始内容存档于2020年12月2日） （中文（臺灣））.
- 卓以立. . 軍聞社. 2020年6月19日  [2020年9月13日]. （原始内容存档于2020年9月22日） （中文（臺灣））.
- 陳軍均. . 軍聞社. 2020年7月4日 （中文（臺灣））.
- 周力行. . 軍聞社. 2020年7月13日 （中文（臺灣））.
- 陳宏睿. . 聯合. 2020年8月9日  [2020年8月29日]. （原始内容存档于2020年12月1日） （中文（臺灣））.
- 卓以立. . 軍聞社. 2020年8月10日 （中文（臺灣））.
- 卓以立. . 軍聞社. 2020年8月10日 （中文（臺灣））.
- 黃寅. . 聯合. 2020年8月10日  [2020年8月29日]. （原始内容存档于2020年12月2日） （中文（臺灣））.
- 林重鎣. . 臺灣好新聞. 2020年8月26日  [2020年8月29日]. （原始内容存档于2021年5月18日） （中文（臺灣））.
- 卓以立. . 軍聞社. 2020年8月29日 （中文（臺灣））.
- 張亞痕. . 勁報. 2020年8月29日  [2020年8月29日]. （原始内容存档于2021年5月8日） （中文（臺灣））.
- 張瑞楨. . 自由. 2020年9月10日 （中文（臺灣））.
- 陳弋. . 三立. 2020年9月14日  [2020年9月24日]. （原始内容存档于2020年9月23日） （中文（臺灣））.
- 卓以立. . 軍聞社. 2020年9月28日 （中文（臺灣））.

## 外部連結
- 官方网站
- 國軍臺中總醫院的Facebook專頁
- 國軍臺中總醫院的Instagram帳戶